# سوزان شيريدان
سوزان شيريدان (بالإنجليزية: Susan Sheridan)‏ هي ممثلة بريطانية، ولدت في 17 يونيو 1947 بنيوكاسل أبون تاين في المملكة المتحدة، وتوفيت في 9 أغسطس 2015 بلندن في المملكة المتحدة بسبب سرطان الثدي.

## وصلات خارجية
- سوزان شيريدان على موقع IMDb (الإنجليزية)
- سوزان شيريدان على موقع ميوزك برينز (الإنجليزية)
- سوزان شيريدان على موقع ديسكوغز (الإنجليزية)
- سوزان شيريدان على موقع قاعدة بيانات الفيلم (الإنجليزية)